# Sheldon Moldoff
Sheldon Douglas "Shelly" Moldoff (Manhattan, 14 april 1920 – Fort Lauderdale, 29 februari 2012) was een Amerikaans stripmaker bij DC Comics. Hij was samen met andere schrijvers de maker van bekende striphelden en -schurken, zoals Mr. Freeze, de tweede Clayface, Bat-Mite, Calendar Man, Poison Ivy, Bat-Girl, Batwoman, Ace the Bat-Hound en Hawkgirl. In 2014 werd hij opgenomen in de Will Eisner Comic Book Hall of Fame.
Begin jaren veertig creëerde hij de Black Pirate serie, een serie over de avonturen van een piraat. Ook werd hij de tekenaar van Hawkman's serie. Moldoff heeft in de jaren vijftig ook enkele keren gewerkt bij DC's grootste concurrent Marvel Comics, maar dit was van relatief korte duur.